# Inerte

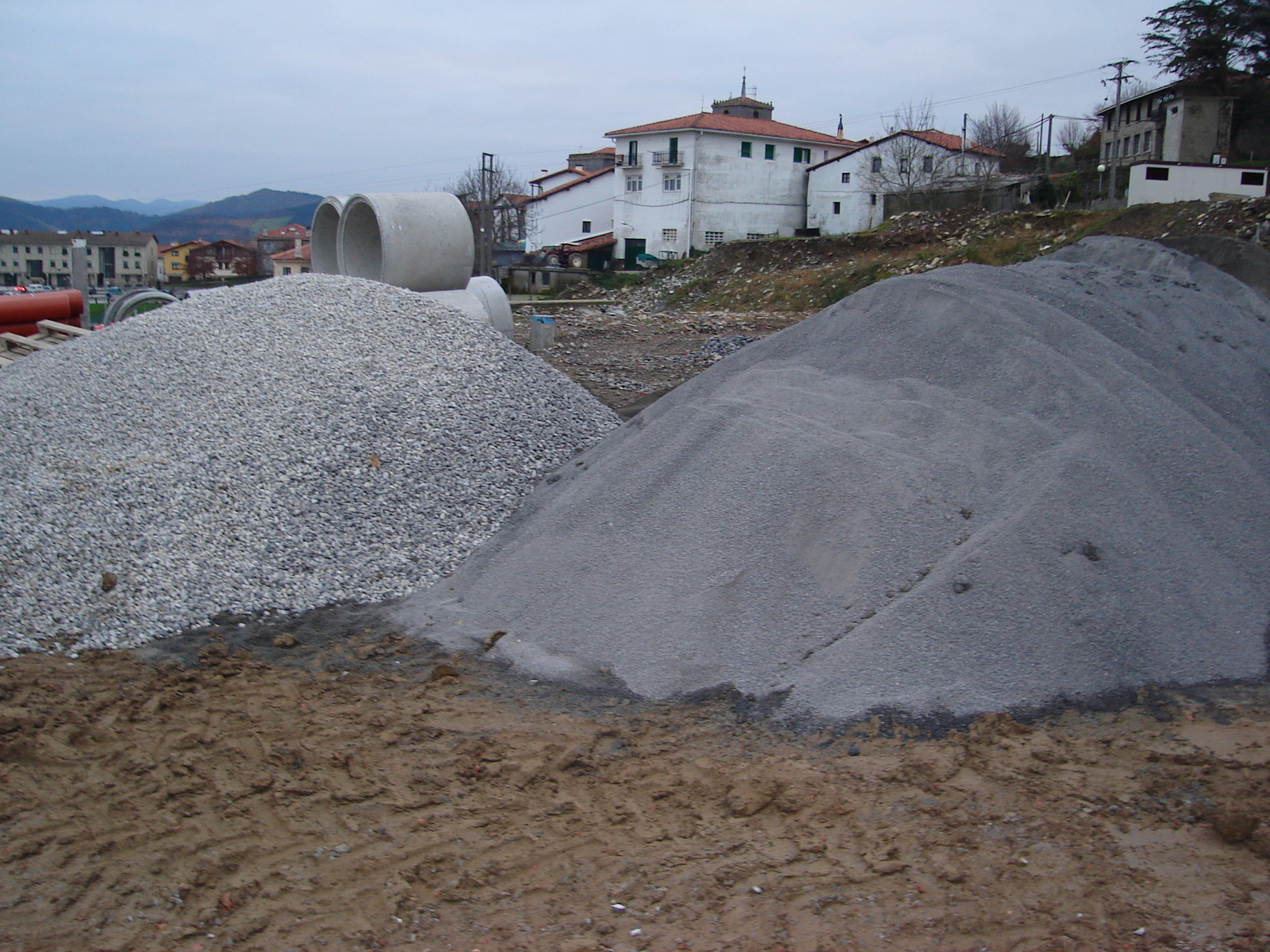
Inerti impiegati nell'ambito della costruzione edilizia.

Un inerte (anche aggregato o mistone), indica una larga categoria di materiali minerali granulari particellari grezzi usati nelle costruzioni e possono essere naturali, artificiali o riciclati da materiali precedentemente usati nelle costruzioni.
Comprendono in via esemplificativa: sabbia, ghiaia, argilla espansa, vermiculite e perlite.

## Descrizione ed utilizzo
Gli inerti sono utilizzati in edilizia principalmente come componenti di materiali compositi, come ad esempio i conglomerati cementizi, i conglomerati bituminosi e gli intonaci. Costituiscono l'ossatura del conglomerato, la cui coesione è garantita dalla pasta cementizia o dal bitume o dalla calce.
Nel caso dei conglomerati cementizi, gli inerti non partecipano all'indurimento del cemento, ma svolgono un ruolo molto importante sulle caratteristiche meccaniche dei calcestruzzi, in funzione della loro qualità. Anche dal punto di vista quantitativo gli inerti sono molto importanti, poiché nella massa di un calcestruzzo ordinario rappresentano circa l'80% del peso. Per la buona riuscita di un conglomerato è fondamentale, oltre che la qualità degli inerti (determinata tra l'altro dalla loro durezza e dalla loro purezza), anche la composizione granulometrica (curva granulometrica degli inerti).
Per quanto sopra il termine inerte, pur essendo oramai consolidato nella terminologia tecnica, è improprio poiché in realtà questo materiale svolge un'attività di primaria importanza specialmente nel comportamento dei conglomerati, pertanto sarebbe più corretto utilizzare il termine aggregati.

## Classificazione granulometrica
Secondo letteratura per quanto riguarda la loro granulometria, gli aggregati possono essere suddivisi in:
- finissimi (fillers): < 0,063 mm
- fini (sabbia/graniglia): 0,063 – 4 mm
- grossi: > 4 mm:
  - ghiaietto/pietrischetto: 4 – 16 mm
  - ghiaia/pietrisco: 16 – 32 mm

## Aggregati per il confezionamento dei calcestruzzi e cemento armato

### Provenienza degli aggregati naturali

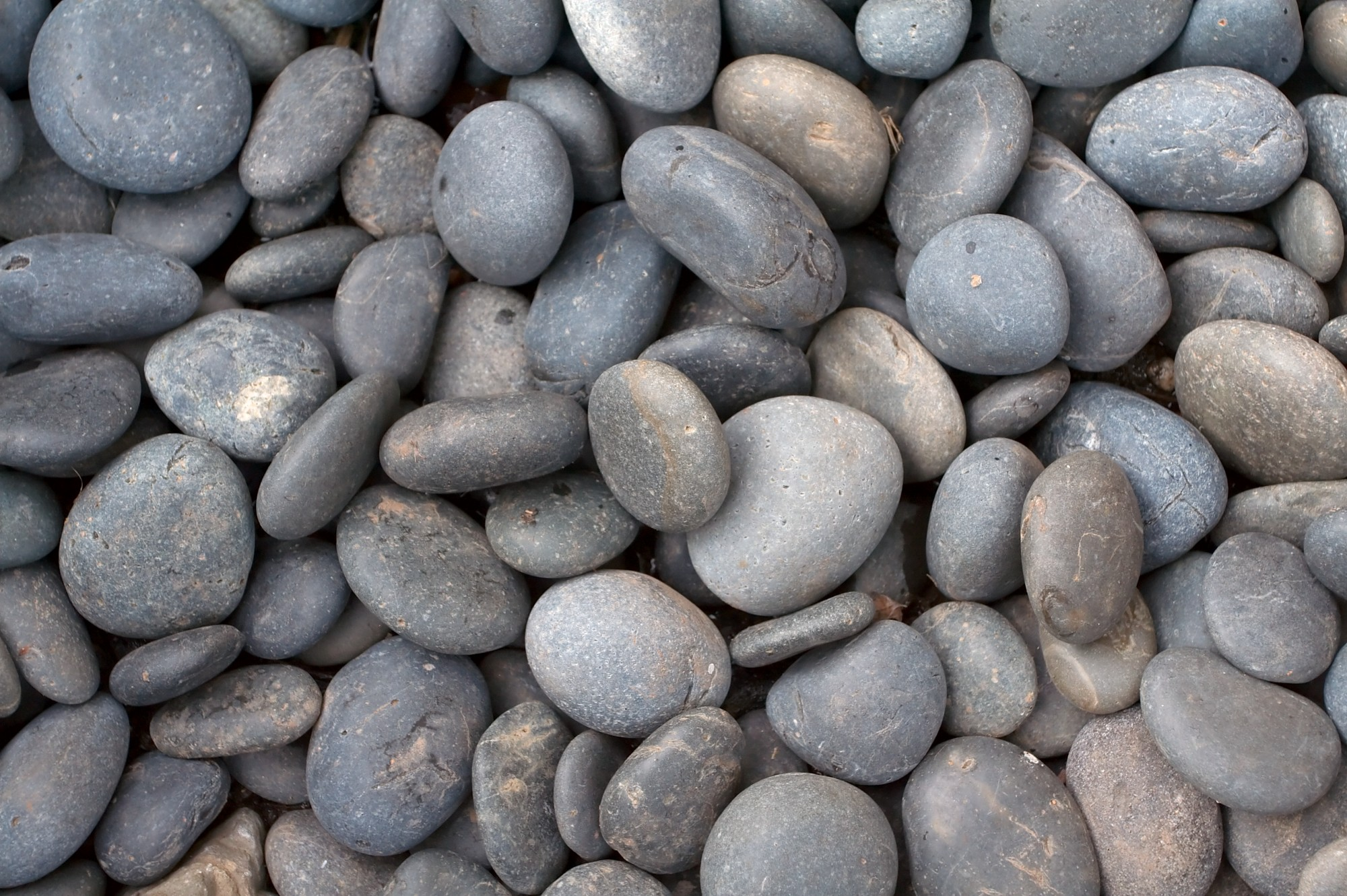
ghiaia di origine fluviale caratterizzata da una forma tondeggiante

Gli inerti naturali impiegati per la confezione dei calcestruzzi ordinari sono costituiti da ghiaie e sabbie alluvionali estratte da letti di fiume o da cave o da pietrischi o sabbie provenienti dalla frantumazione di rocce. La forma degli inerti naturali dipende dalla loro origine: gli inerti di origine fluviale, che sono generalmente (più o meno) arrotondati e lisci; gli inerti frantumati hanno invece spigoli vivi ed irregolari.
La qualità di un aggregato dipende in buona misura dalla sua natura petrografica e quindi dalla composizione mineralogica e dalle proprietà fisiche e chimiche che ne derivano. Tra le sabbie sono da preferire quelle silicee a quelle calcaree.

### Qualità degli inerti
A un inerte comune viene richiesta un'adeguata resistenza, infatti gli inerti naturali hanno in genere una resistenza superiore a quella della pasta cementizia ed è pertanto necessario che siano assenti elementi friabili.
Gli aggregati non devono essere gelivi, cioè non devono sfaldarsi quando, saturati di acqua, sono portati a temperature tali da comportare la formazione di ghiaccio. La gelività degli inerti è legata alla porosità degli stessi. In questo caso è importante la dimensione dei pori; i più pericolosi sembrerebbero essere quelli pari a 3-5 µm perché consentirebbero all'acqua di penetrare al loro interno e di gelare senza consentirne una rapida fuoriuscita. Questo tipo di inerti non può essere utilizzato per manufatti soggetti a cicli di gelo e disgelo anche in presenza di additivi areanti la cui azione protegge la matrice cementizia ma non l'inerte.
Gli inerti non devono contenere solfati causa della formazione dell'ettringite, né contenere forme di silice amorfa alcali - reattiva causa della reazione alcali aggregati. Gli aggregati non devono inoltre contenere cloruri che comportano il rischio di corrosione delle armature. Normalmente ciò accade quando si utilizzano sabbie di origine marina che possono essere utilizzate previo preliminare trattamento di lavaggio da effettuare in appositi impianti. La presenza di sabbie inquinate da cloruri è ad esempio stata riscontrata in diversi edifici in calcestruzzo armato danneggiati dal sisma in Abruzzo del 2009. Nel caso di calcestruzzi non armati la presenza di cloruri non è così dannosa, ma determina solo un problema di carattere estetico nei manufatti soggetti a cicli di bagnatura e asciugamento che determinano l'insorgere di depositi salini superficiali.
Gli inerti devono essere privi inoltre di impurità quali ad esempio:
- limo, argilla, humus (terreni vegetali): la loro presenza può compromettere l'adesione tra inerte e matrice cementizia determinando una riduzione della resistenza meccanica del materiale ma non determina alcuna riduzione del grado di durabilità del calcestruzzo. Questi inquinanti possono essere eliminati mediante lavaggio;
- materie organiche; possono compromettere il processo di idratazione del cemento e pertanto rallentare o ridurre lo sviluppo della resistenza meccanica. Anche in questo caso non si compromette la durabilità del materiale.

Inoltre va verificato il potere di assorbimento di acqua.

In merito al contenuto di sostanze nocive, la norma UNI 8520-2 impone i requisiti minimi che gli aggregati devono rispettare. In particolare:
- il contenuto di solfati solubili in acido (espressi come SO3 da determinarsi con la procedura prevista dalla UNI-EN 1744-1 punto 12) dovrà risultare inferiore allo 0,2% sulla massa dell'aggregato indipendentemente da aggregato grosso oppure fine;
- il contenuto totale di zolfo (da determinarsi con UNI-EN 1744-1 punto 11) dovrà risultare inferiore allo 0,1%;
- non dovranno contenere forme di silice amorfa alcali-reattiva o in alternativa dovranno evidenziare espansioni su prismi di malta, valutate con la prova accelerata e/o con la prova a lungo termine in accordo alla metodologia prevista dalla UNI 8520-22, inferiori ai valori massimi riportati nel prospetto 6 della UNI 8520-2.

### Aggregati riciclati
Le NTC 2008 (p.to 11.2.9.2) ammettono l'utilizzo per i calcestruzzi strutturali anche di inerti grossi provenienti da riciclo  - Recycled Concrete Aggregate o RCA  (demolizioni di interi edifici, demolizioni di solo calcestruzzo semplice o armato, scarti del ciclo di produzione di elementi prefabbricati in calcestruzzo armato, eccetera). Le stesse NTC fissano in base alla provenienza dell'inerte e alla classe di resistenza del calcestruzzo da produrre la percentuale massima di inerte riciclato da utilizzare. Ad esempio, per inerti provenienti dalla demolizione di solo calcestruzzo si può utilizzare una percentuale di riciclato non superiore al 15% per classi di resistenza ≤ C45/55 (Rck 55).
Questo utilizzo garantisce notevoli vantaggi ambientali quali la riduzione dello smaltimento di materiale inerte presso le discariche autorizzate proveniente da demolizioni o da altre attività e la riduzione dell'estrazione da cava, da letti di fiume, eccetera. Hanno inoltre un costo inferiore rispetto a quelli di origine naturale. La miscela confezionata con aggregati riciclati deve essere sottoposta a prove preventive di cui alla norma europea armonizzata UNI EN 12620. Per l'individuazione dei requisiti chimico - fisici degli aggregati riciclati, aggiuntivi rispetto a quelli naturali (UNI EN 12620), si può far riferimento alle norme UNI 8520 parte 1 e 2.

### Classi granulometriche

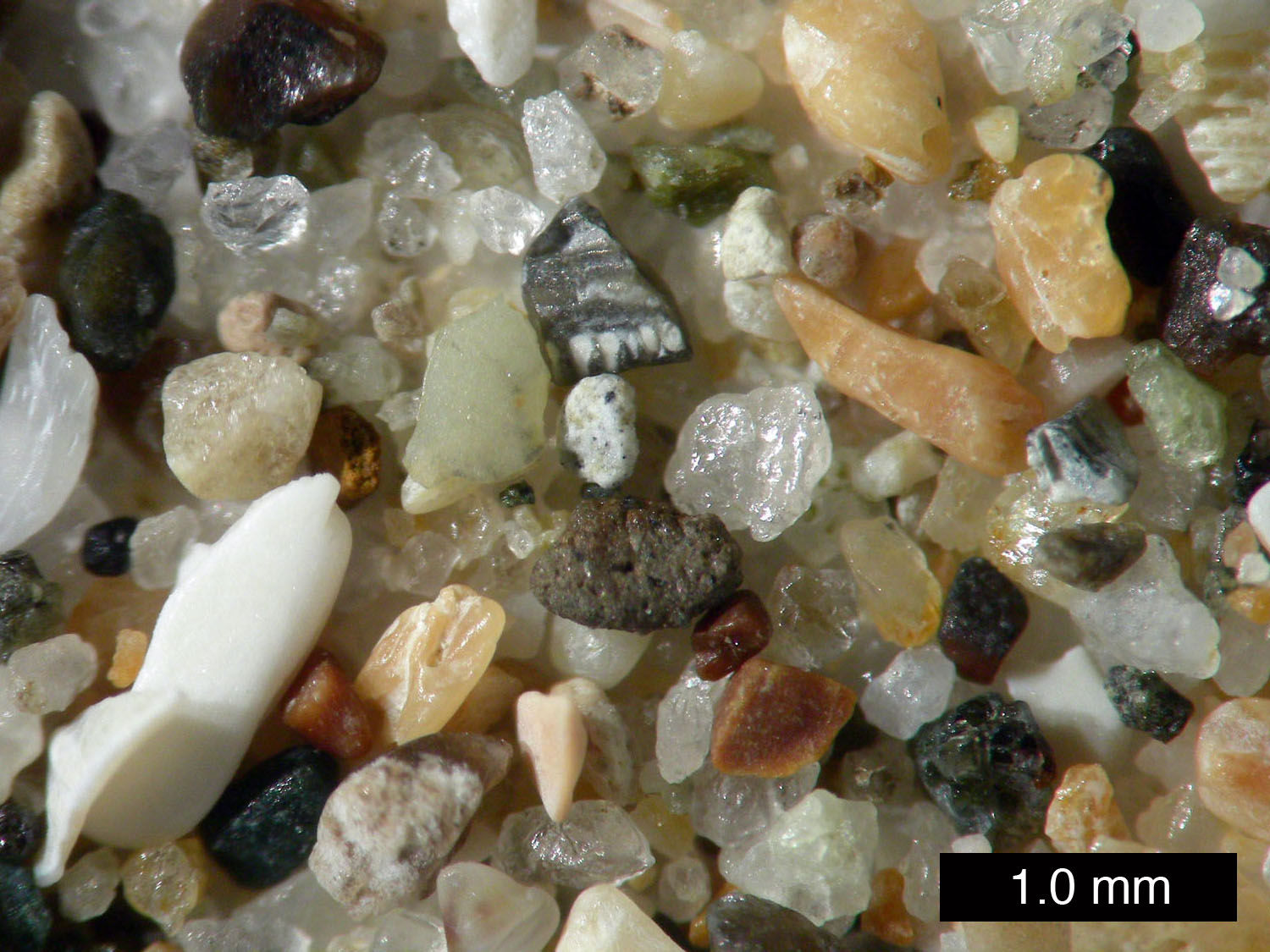
granuli di sabbia

La norma UNI 8520-1 definisce gli aggregati da utilizzare per il confezionamento del calcestruzzo in relazione alla loro granulometria nel seguente modo:
- filler: con passante allo staccio 0,063 UNI 2332 maggiore del 90%;
- aggregati fini: con passante allo staccio 4 UNI 2332 maggiore del 95%;
- aggregati grossi: con passante allo staccio 4 UNI 2332 minore del 5%.

la norma UNI EN 12620 invece differisce dalla precedente norma italiana definendo gli aggregati in base al diametro minimo (d) e massimo (D) di una frazione di aggregato, secondo la seguenti classi:
- aggregato grosso: d ≥ 2 mm; D ≥  4 mm
- aggregato fine (sabbia): d = 0; D ≤ 4 mm
- misto granulometrico naturale 0/8: d = 0; D ≤ 8 mm
- aggregato misto (all in): d = 0; D ≤ 63 mm
- filler: ≤ passante al settaccio 0,063 mm

#### Serie di setacci
Le serie di setacci entro i quali scegliere le coppie necessarie ad individuare la classe granulometrica degli aggregati sono le seguenti:
| serie di base | serie di base + serie 1 | serie di base + serie 2 |
| 0             | 0                       | 0                       |
| 1             | 1                       | 1                       |
| 2             | 2                       | 2                       |
| 4             | 4                       | 4                       |
| -             | 5,6(5)                  | -                       |
| -             | -                       | 6,3(6)                  |
| -             | -                       | 10                      |
| -             | 11,2(11)                | -                       |
| -             | -                       | 12,5(12)                |
| 16            | 16                      | 16                      |
| -             | -                       | 20                      |
| -             | 22,4(22)                | -                       |
| 31,5(32)      | 31,5(32)                | 31,5(32)                |
| -             | -                       | 40                      |
| -             | 45                      | -                       |
| 63            | 63                      | 63                      |

i numeri esprimono l'apertura degli setacci in mm mentre i numeri fra parentesi rappresentano detta dimensione arrotondata, al fine di semplificare le classi granulometriche: cioè invece di ghiaietto 6/12,5 si può scrivere ghiaietto 6/12.
Non si possono utilizzare setacci appartenenti a serie diverse, ad esempio: ghiaietto 4/10 va bene, mentre ghiaietto 5,6/12,5 è errato.

### Classificazione in base alla massa volumica
In base al peso specifico secondo le UNI EN 206-1:2006 gli aggregati per il confezionamento dei conglomerati cementizi si suddividono in:
- normali: aventi massa volumica delle particelle essiccate in stufa, determinato secondo la UNI EN 1097-6 > 2000 kg/m3 e <3000 kg/m3;
- leggeri: aventi massa volumica delle particelle essiccate in stufa minore < 2000 kg/m3 determinato secondo la UNI EN 1097-6 oppure massa volumica essiccata in forno ≤ 1200 kg/m3 se determinato secondo la UNI EN 1097-3;
- pesanti: aventi massa volumica delle particelle essiccate in forno secondo le UNI EN 1097-6 ≥3000 kg/m3.

### Assortimento granulometrico
Per il confezionamento di un calcestruzzo a struttura chiusa è importante l'assortimento granulometrico. Questo consiste nell'utilizzare aggregati contenenti le varie frazioni granulometriche, da quelle più fini a quelle più grossolane. Lo scopo è quello di garantire che gli aggregati più fini vadano a riempire gli spazi vuoti lasciati dagli aggregati più grossi per garantire uno scheletro lapideo con la minor percentuale di vuoti interstiziali. Lo stesso cemento ha la funzione, oltre che di legante, di inerte finissimo che va a riempire gli spazi vuoti lasciati dall'inerte più fino. In questo modo si ottiene un calcestruzzo denso ed impermeabile all'ingresso di agenti aggressivi esterni. Nella produzione di calcestruzzi con struttura aperta viene allo scopo eliminata la frazione fine.

#### Analisi granulometrica

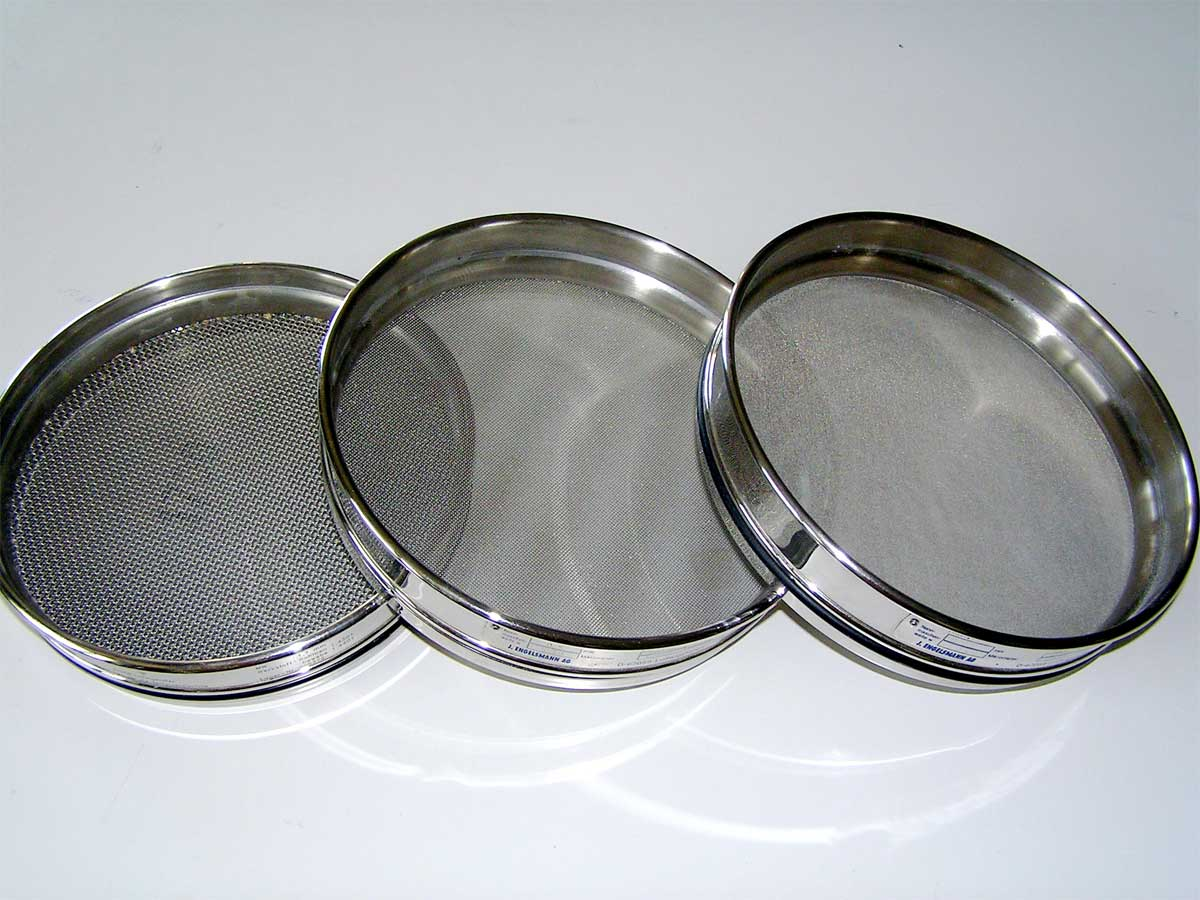
Setacci per analisi granulometriche

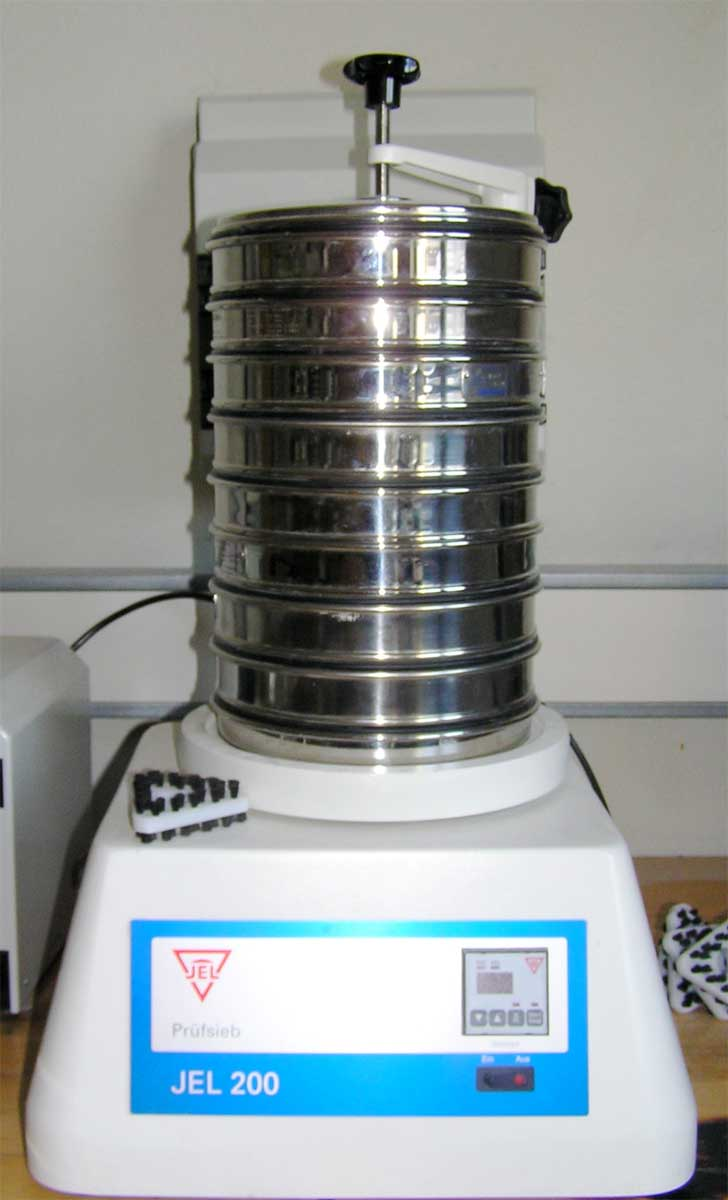
Un vibrovaglio utilizzato per le operazioni di setacciatura.

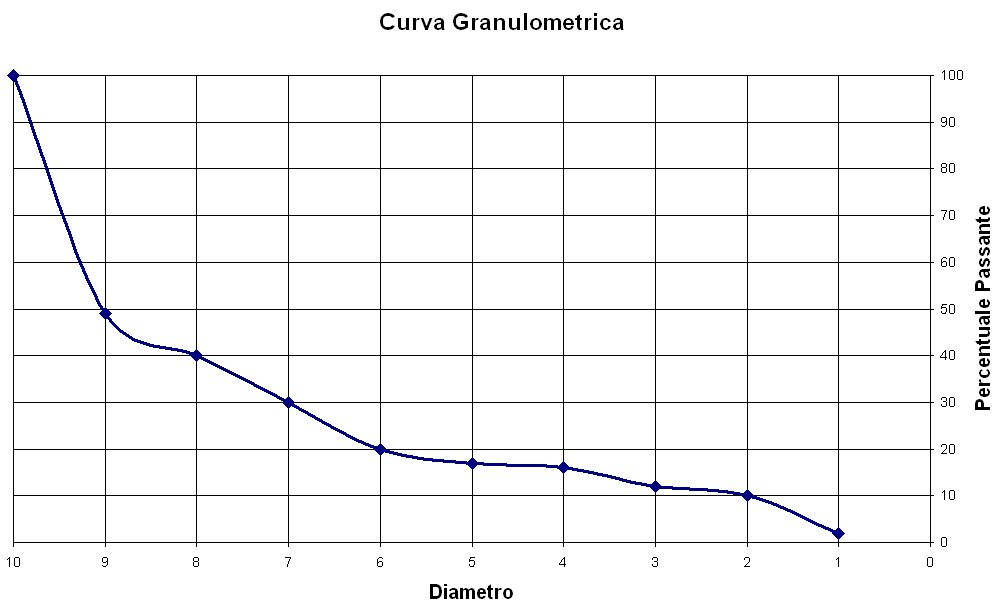
curva granulometrica

Per la determinazione dell'assortimento granulometrico si ricorre a un'operazione meccanica di vagliatura detta anche stacciatura. Per effettuare tale operazione si fa ricorso a vagli che hanno forma e dimensioni standardizzate. Questi vengono definiti setacci quando sono costituiti da una rete metallica a maglia quadrata, 
crivelli quando hanno una lastra a fori circolari. Le dimensioni e le tolleranze dei vagli sono definiti dalla norma UNI 2332-1.
Prima di questa operazione gli aggregati devono essere essiccati in forno a una temperatura di 110 °C. Il campione da esaminare viene fatto passare attraverso una serie di vagli sovrapposti a formare una pila chiusa a diametro decrescente dall'alto verso il basso, con il fondo chiuso da un coperchio per evitare la fuoriuscita dei materiale. Fissato il coperchio superiore si provvede ad agitare la pila meccanicamente (con tavolo vibrante) o manualmente per facilitare il passaggio del materiale attraverso gli stacci. Successivamente si pesa la frazione di materiale trattenuta da ogni singolo vaglio e si determina il peso del materiale passante attraverso ogni singolo staccio e lo si rapporta al peso totale del campione. Il tutto viene posto in un diagramma riportante in ascissa l'apertura dello staccio in mm e il ordinata la percentuale in peso dell'inerte passante, ottenendo così la curva granulometrica del campione.
Per realizzare un calcestruzzo avente la massima densità sono state proposte diverse formule teoriche che prendono il nome dai loro ideatori come Bolomey, Faury, Vallette, Dreux, ecc.; ma la più usata in Italia è quella di Fuller e Thompson:
- P = 100(d/D)1/2

dove 
- P è la percentuale di materiale passante allo staccio di diametro d (mm);
- D è il diametro massimo dell'inerte (mm).

Bolomey ha modificato la formula di Fuller che prende in considerazione solo la granulometria degli aggregati aggiungendo un coefficiente A che tiene conto anche della lavorabilità richiesta e dalla tipo di aggregato (alluvionale o frantumato):
- P = A +(100-A)(d/D)1/2

A assume i seguenti valori:
| tipo di aggregato | consistenza secondo Abrams | coefficiente A |
| alluvionale       | S1                         | 4-8            |
| alluvionale       | S2-S3-S4                   | 8-10           |
| alluvionale       | S5                         | 10-12          |
| frantumazione     | S1                         | 6-10           |
| frantumazione     | S2-S3-S4                   | 12-14          |
| frantumazione     | S5                         | 14-16          |

Più la curva reale si avvicina a quella teorica più il calcestruzzo risulterà compatto.
In letteratura esistono diagrammi, variabili in funzione del diametro massimo dell'inerte, riportanti un fuso granulometrico (costituito da due curve granulometriche ideali che fissano il limite superiore e quello inferiore); la curva reale risulta idonea se ricade all'interno del fuso di riferimento.

#### Diametro massimo dell'inerte
Le dimensioni massime dell'aggregato sono in relazione con lo spessore del copriferro e con l'interferro minimo delle armature metalliche. La dimensione massima dell'aggregato deve essere scelta in modo che il calcestruzzo possa essere gettato e compattato attorno alle barre d'armatura senza pericolo di segregazione del calcestruzzo.
Secondo quanto stabilito dalle NTC e dalla relativa Circolare esplicativa delle NTC, in accordo anche con quanto stabilito dagli Eurocodici, il diametro massimo dell'inerte deve essere tale che:
- Dmax < 1/4 della dimensione minima dell'elemento strutturale per evitare di aumentare la eterogeneità del materiale;
- Dmax < dell'interferro(in mm) - 5 mm per evitare che l'aggregato più grosso ostruisca il flusso del calcestruzzo attraverso i ferri di armatura;
- Dmax < 1,3[2] dello spessore del copriferro per evitare che tra i casseri e l'armatura sia ostruito il passaggio del calcestruzzo.

### Designazione
Secondo la UNI EN 12620 e la UNI 8520-1 gli inerti devono essere definiti nel seguente modo:
- granulometria - tutti gli aggregati devono essere definiti in base al diametro superiore(D) e inferiore(d) dei setacci di riferimento. I valori superiore e inferiore del diametro devono essere scelti all'interno delle serie riportate nel prospetto 1 della UNI EN 12620. La denominazione diventa: tipo di aggregato d/D: es. sabbia 0/2;
- categoria - definita dalla categoria granulometrica G espressa in funzione della granulometrica dell'aggregato e della percentuale passante agli stacci D e d pertanto avremo le seguenti categorie.
  - GCXX/YY: indica aggregato grosso. Nel caso ad esempio di aggregato 4/20 (d/D) risulta che XX è la percentuale del passante (in massa) al setaccio 20 mm pari a YY al setaccio 4 mm;
  - GFXX: indica aggregato fine. Nel caso ad esempio di sabbia 0/4 risulta che XX è la percentuale del passante (in massa) al setaccio 4 mm;
  - GNGXX: indica misto granulometrico naturale 0/8. Nel caso ad esempio di misto granulometrico naturale 0/8 risulta che XX è la percentuale del passante (in massa) al setaccio 8 mm;
  - GAXX: indica aggregato misto. Nel caso ad esempio di aggregato misto 0/31,5 risulta che XX è la percentuale del passante (in massa) al setaccio 31,5 mm;
- origine - l'aggregato può essere: naturale, industriale (scorie), riciclato, riciclato/naturale
- frantumazione - indica se l'inerte ha subito o meno una frantumazione (frantumato o non frantumato)
- petrografia - viene indicata la natura petrografia sommaria dell'aggregato secondo la UNI EN 931-3
- provenienza- nome della cava o giacimento di estrazione

Un esempio di marcatura è il seguente:
- sabbia 0/2 mm GF85 naturale frantumata costituita da frammenti di roccia calcarea provenienti dalla cava XXX.

La designazione così come su descritta deve essere riportata dal produttore di aggregati sul documento di accompagnamento del prodotto.

### Marcatura CE
La marcatura CE non rappresenta un marchio di qualità del prodotto ma sta a significare che il prodotto soddisfa i requisiti essenziali previsti per quel prodotto e per l'impiego previsto.
Gli aggregati utilizzabili ai fini del confezionamento del calcestruzzo strutturale devono possedere marcatura CE secondo il DPR n.246/93 e successivi decreti attuativi, inoltre devono essere conformi ai requisiti della normativa europea armonizzata UNI EN 12620; mentre per gli aggregati leggeri si deve far riferimento alla norma europea armonizzata UNI EN 13055-1.
Le norme UNI 8520 parte 1 e 2 possono essere utilizzate per l'individuazione dei limiti di accettabilità delle caratteristiche tecniche degli aggregati.
Per la marcatura degli aggregati sono previsti due soli sistemi di attestazione di conformità CE:
- livello 2+:  per le opere per cui è richiesto un elevato grado di sicurezza - è richiesta una dichiarazione di conformità CE alla norma UNI EN 12620 rilasciata dal produttore (con riferimento al sistema di attestazione) accompagnata dalla certificazione del Controllo del processo di Fabbrica (Factory Control Production o FPC) rilasciata da un organismo notificato. È il caso delle opera in calcestruzzo armato;
- livello 4: per tutte le altre applicazioni - è richiesto solo una dichiarazione di conformità CE alla norma UNI EN 12620 rilasciata dal produttore (con riferimento al livello di attestazione).

Nelle dichiarazioni di conformità spesso sono riportate le seguenti sigle:
- NR: nessun requisito - si tratta di una categoria che può essere utilizzata per quelle proprietà che non sono richieste per tutte le destinazioni d'uso
- NPD: nessuna prestazione determinata - significa che una certa caratteristica dell'aggregato non è stata misurata perché, pur richiesta dalla normativa europea (EN), non è contemplata dalla normativa italiana. Un esempio è in contenuto di conchiglie non previsto dalla normativa italiana che non accetta inerti di origine marina.

Generalmente la marcatura CE avviene mediante l'apposizione di un'etichetta direttamente sui prodotti, o sull'imballaggio ovvero mediante stampa dell'etichetta sul Documento di Trasporto (DDT).

## Documentazione di accompagnamento
Ogni fornitura deve essere accompagnato dalla seguente documentazione:
- documento di trasporto (DDT);
- dichiarazione di conformità CE rilasciata dal produttore riportante almeno le seguenti indicazioni:
  - nome dell'azienda produttrice
  - descrizioni del prodotto
  - indirizzo dello stabilimento
  - numero dell'FPC
- certificazione del Controllo del processo di Fabbrica rilasciato da un organismo notificato
- etichetta riportante il simbolo CE applicata sul prodotto o sull'imballaggio o sul DDT.

### Etichetta CE
L'etichetta con il simbolo di marcatura CE, nella versione semplificata, deve riportare almeno le seguenti informazioni:
- marcatura di conformità CE, consistente nel simbolo «CE»
- numero di identificazione dell'Organismo di certificazione (solo nel caso di sistema 2+ - es. 0123)
- nome o marchio identificativo e indirizzo del produttore
- ultime due cifre dell'anno in cui è stata applicata la marcatura (es. 10 per 2010)
- numero del certificato di conformità dell'FPC (es. 0123CPD).  Spesso tale numero è associato al precedente (es. 0123CPD-010)
- norma a cui il prodotto e conforme (UNI EN 13747)

Nella forma estesa (metodo 3) l'etichetta può contenere:
- descrizione del prodotto (es. aggregato per calcestruzzo 4/12 mm naturale)
- informazioni sul prodotto e sulle caratteristiche rilevanti

## Aggregati per il confezionamento dei conglomerati bituminosi

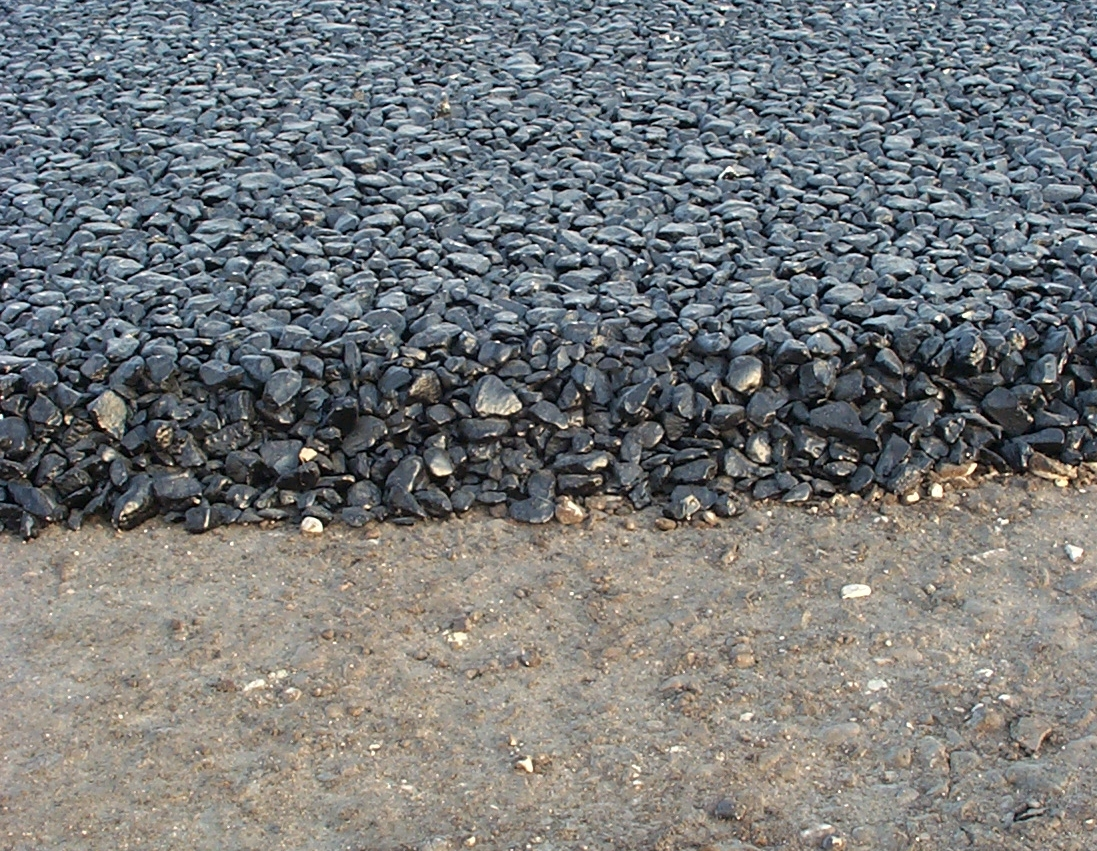
Conglomerato bituminoso

Nel confezionamento di conglomerati bituminosi vengono impiegati inerti di origine naturale oppure provenienti dalla frantumazione delle rocce, aventi granulometria variabile.
Quelli naturali sono la ghiaia e la sabbia provenienti da depositi naturali mentre quelli artificiali sono pietrischi e graniglie che si ottengono per estrazione dalle cave e successiva frantumazione.
Si parla inoltre di:
- tout-venant se gli inerti sono già assortiti granulometricamente in natura;
- misto granulare se invece l'assortimento degli inerti è ottenuto da miscelazione artificiale.

I materiali molto fini che hanno il compito di riempire gli spazi lasciati liberi dagli aggregati più grossi vengono chiamati filler o additivi.
Per gli aggregati per conglomerati bituminosi è prevista la marcatura CE.

## Normativa
- UNI EN 12620:2008 - Aggregati per calcestruzzo
- UNI EN 13043:2004 - Aggregati per miscele bituminose e trattamenti superficiali per strade, aeroporti e altre aree soggette a traffico
- Bollettino Ufficiale del CNR Parte IV - n. 139 - 1992 - norme tecniche per i criteri e requisiti di accettazione degli aggregati impiegati nelle sovrastrutture stradali
- UNI EN 13055-1:2003  -  Aggregati leggeri - Aggregati leggeri per calcestruzzo, malta e malta per iniezione
- UNI EN 13055-2:2005 - Aggregati leggeri - Parte 2: Aggregati leggeri per miscele bituminose, trattamenti superficiali e per applicazioni in strati legati e non legati
- UNI EN 13450:2003  - Aggregati per massicciate per ferrovie

## L'aggregato in geologia

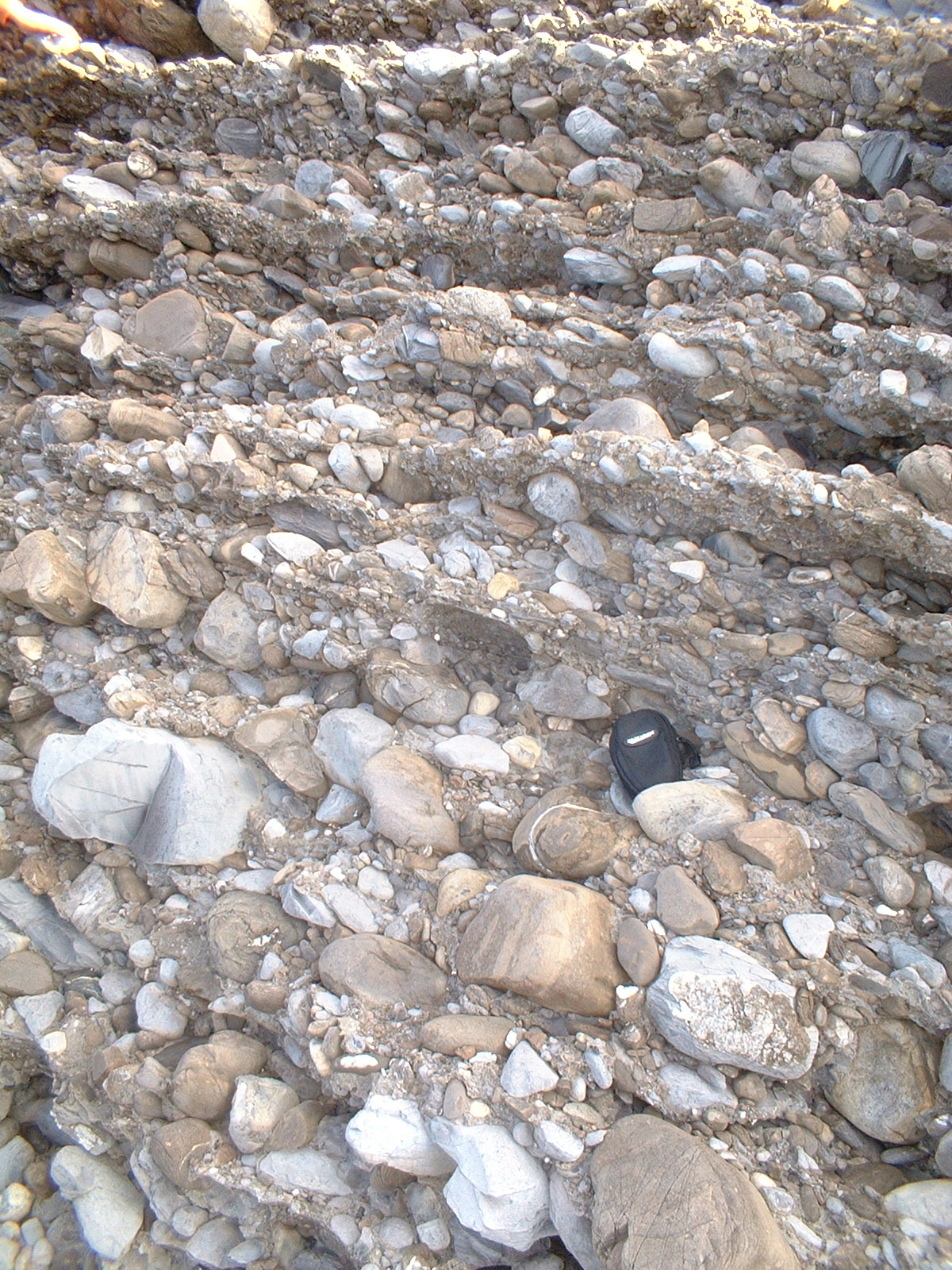
Conglomerato naturale costituito da inerti cementati naturalmente.

In geologia l'aggregato rappresenta un complesso di materiale detritico, sciolto oppure cementato, prodotto dalla disgregazione e dall'alterazione delle rocce, con tessitura clastica determinata dalle dimensioni, dalla forma e dalla disposizione delle particelle nell'aggregato.